# Shoreline
Shoreline est une ville américaine située dans le comté de King dans l'État de Washington. En 2000, la population de la ville était de 53 025 habitants. La ville est située en banlieue nord de Seattle, à 24 kilomètres du centre-ville de Seattle, au bord du Puget Sound, sur la route reliant Seattle à Everett, et a été incorporée en 1995.